# جوئی بیتی
جوئی بیتی (انگلیسی: Joey Batey؛ زادهٔ ۱۹۸۹ (۳۵–۳۶ سال) بازیگر، موسیقی‌دان اهل بریتانیا است. وی از سال ۲۰۰۸ میلادی تاکنون مشغول فعالیت بوده‌است.
از فیلم‌ها یا برنامه‌های تلویزیونی که وی در آن نقش داشته‌است می‌توان به سقوط شوالیه، ویچر اشاره کرد.